# PZL Lala-1
Die Lala-1 war ein Experimentalflugzeug des polnischen Herstellers PZL.

## Geschichte
Die Lala-1 wurde als Experimentalausführung aus der Antonow An-2 mit Gitterrumpfheck für Forschungstests für das geplante TL-Agrarflugzeug PZL M-15 Belphegor entwickelt. Die Abkürzung „Lala“ steht für „Fliegendes Laboratorium“ (polnisch: Latające Laboratorium). Zusätzlich zum Sternmotor ASch-62 mit 736 kW im Bug wurde eine Turbine Iwtschenko AI-25 mit 14,7 kN Schub im Heck installiert. Mit der Maschine sollte nach wenig aussagekräftigen Bodenversuchen getestet werden, ob mit einem TL-Antrieb das Streugut besser und weiter verteilt werden kann. Vormalige Versuche, Teile der Triebwerksenergie von Propellermaschinen zur Verbesserung der Streuleistung zu nutzen, waren technisch zu aufwendig oder die zur Verfügung stehende Energie war zu gering. Beim Strahlantrieb war das jedoch anders, denn bei ihm konnte ohne großen Aufwand Zapfluft aus der Verdichterstufe des Triebwerks für die aviochemische Ausrüstung entnommen werden.
Der Erstflug fand allein mit dem Sternmotor statt. In der Literatur wird dieses oder ein ähnliches Flugzeug auch als Lala-2 bezeichnet. Ob dies ein zweiter Prototyp war oder ob die Lala-1 zu dieser Maschine umgebaut wurde, ist bisher nicht belegt. In Fliegerrevue 1/79 S. 22 wird als Erstflugdatum auch der 10. Februar 1972 und nach Internetquellen als Erstflugdatum mit Zuschaltung des TL-Triebwerks im Flug der 26. Februar 1972 angegeben.

## Bauausführung
Das Flugzeug basiert auf der An-2 und erhielt bis hinter die Tragflächen deren komplettes Rumpfvorderteil. Der Lufteinlauf für das TL-Triebwerk, welches statt des Hinterrumpfs montiert wurde, befand sich auf der rechten Seite auf der Höhe des Cockpits. Das Cockpit erhielt eine neue Einstiegsöffnung auf der linken Seite, zu der eine fest montierte lange Leiter führte. Der Rumpf hinter den Tragflächen wurde vollständig neu konstruiert. Er verjüngte sich sehr schnell bis zum Luftaustritt des TL-Triebwerks. Das neue H-Leitwerk wurde von einer Stahlrohrgitterkonstruktion getragen und deutlich höher angesetzt als beim Spenderflugzeug An-2. Die Seitenleitwerke hingen als Endscheiben rechts und links des Höhenleitwerks.

## Technische Daten
| Kenngröße                         | Daten                                            |
| --------------------------------- | ------------------------------------------------ |
| Baujahr                           | 1972                                             |
| Besatzung                         | 2                                                |
| Länge                             | 12,40 m                                          |
| Spannweite                        | 18,17 m                                          |
| Höhe                              | 4,00 m                                           |
| Flügelfläche                      | 71,5 m²                                          |
| Leermasse                         | 4440 kg                                          |
| Startmasse                        | 5500 kg                                          |
| Flächenbelastung                  | 27,0 kg/m²                                       |
| Höchstgeschwindigkeit             | 200 km/h                                         |
| Reisegeschwindigkeit              | 180 km/h                                         |
| Abreißgeschwindigkeit mit Klappen | 60 km/h                                          |
| Steiggeschwindigkeit              | 7 m/s                                            |
| Reichweite                        | 440 km                                           |
| Startstrecke auf 15 m             | 270 m                                            |
| Landestrecke aus 15 m             | 460 m                                            |
| Triebwerke                        | ein ASch-62 mit 736 kW und ein AI-25 mit 14,7 kN |